# Fritz Lang
Fritz Lang (Beč, Austro-Ugarska, 5. prosinca 1890. – Beverly Hills, SAD, 2. kolovoza 1976.), pravim imenom Friedrich Anton Lang, je bio slavni redatelj, jedan od najpoznatijih emigranata njemačkog ekspresionizma. Mnogi njegovi filmovi su priznati klasici.

## Mlade godine
Lang se rodio u Beču kao dijete Antona Langa, arhitekta i menadžera za konstrukcijsku kompaniju, i Pauline Schlesinger. On je bio njihov drugi sin. Njegovi roditelji su bili katolici. Nakon završetka škole upisao se nakratko na tehnički studij, ali je kasnije studirao umjetnost. 1910. je otišao vidjeti svijet, putujući po Europi, Africi, Aziji i Tihom oceanu. Kada je izbio 1. svjetski rat unovačen je u vojsku te je ratovao na fronti Rusije i Rumunjske gdje je bio ranjen tri puta. Dok se oporavljao od šoka pisao je ideje za scenarije. 

## Karijera
Nakon što se zaposlio u studiju Ufa, počeo je raditi kao redatelj u Njemačkoj, spajajući popularne žanrove s ekspresionizmom. Njegov prvi film je bio “Halbblut” iz 1919. Godine  1920., sa 30 godina, je sreo svoju buduću suprugu i glumicu Theu von Harbou. Zajedno su napisali scenarije za filmove “Dr. Mabuse”, ep “Nibelunzi” te slavni ZF “Metropolis”, kao i njihov prvi zvučni film “M”, triler o lovu na serijskog ubojicu djece.
Navodno mu je 1934. Joseph Goebbels ponudio položaj urednika studija Ufa, usprkos tome što je njegov film “Testament Dr. Mabusea” bio zabranjen u Njemačkoj zbog usporednica glavnog negativca s Hitlerom, a Lang je pristao da bi narednog dana napustio državu i pobjegao u Pariz. Njegova supruga je ostala u Njemačkoj jer je simpatizirala Naciste. Lang je kasnije otišao u Hollywood, pridružio se studiju MGM te režirao hvaljenu krimi dramu „Bijes“ u kojoj je glumio Spencer Tracy. Sljedeću 21 godinu je snimio 21 film u SAD-u, podijelivši kritiku koja se nije mogla složiti oko toga je li njegovo ranije razdoblje jednako vrijedno kao i njegovo stvaralaštvo u Americi. Godine 1963. nastupio je u filmu „Prezir“ kojeg je režirao Jean-Luc Godard – u priči je glumio samog sebe.
Često je nosio monokl, čime je razvio klišej o teškom njemačkom redatelju tijekom snimanja (makar neki ističu da je taj stereotip iznikao od Ericha von Stroheima). Preminuo je 1976. u svojoj 86. godini.

## Izabrana filmografija
- 1921. - Umorna smrt
- 1922. - Dr. Mabuse, igrač
- 1924. - Nibelunzi
- 1927. - Metropolis
- 1929. - Žena na mjesecu
- 1931. - M
- 1933. - Testament Dr. Mabusea
- 1936. - Zakon linča
- 1940. - Povratak Franka Jamesa
- 1944. - Zarobljenik straha
- 1944. - Žena u izlogu
- 1952. - Ranč prokletih
- 1953. - Velika vrućina
- 1956. - Dok grad spava
- 1959. - Tigar od Ešnapura

## Vanjske poveznice
- Imdb profil
- Intervju s Langom
- Sense of Cinema
- Metropolis – prvi ZF film